# Anton Menger
Anton Menger von Wolfensgrün (12 de septiembre de 1841, Maniów, Galitzia - 6 de febrero de 1906, Roma) fue un jurista y teórico social austriaco que, aparte de sus obras colegiadas, se dedicó predominantemente a la difusión de la literatura socialista en el campo jurídico. Es autor de "El Derecho al producto íntegro del trabajo en su desarrollo histórico" y "El Derecho Civil y los Pobres", entre otros. Era hermano del marginalista Carl Menger.

## Vida y Obra

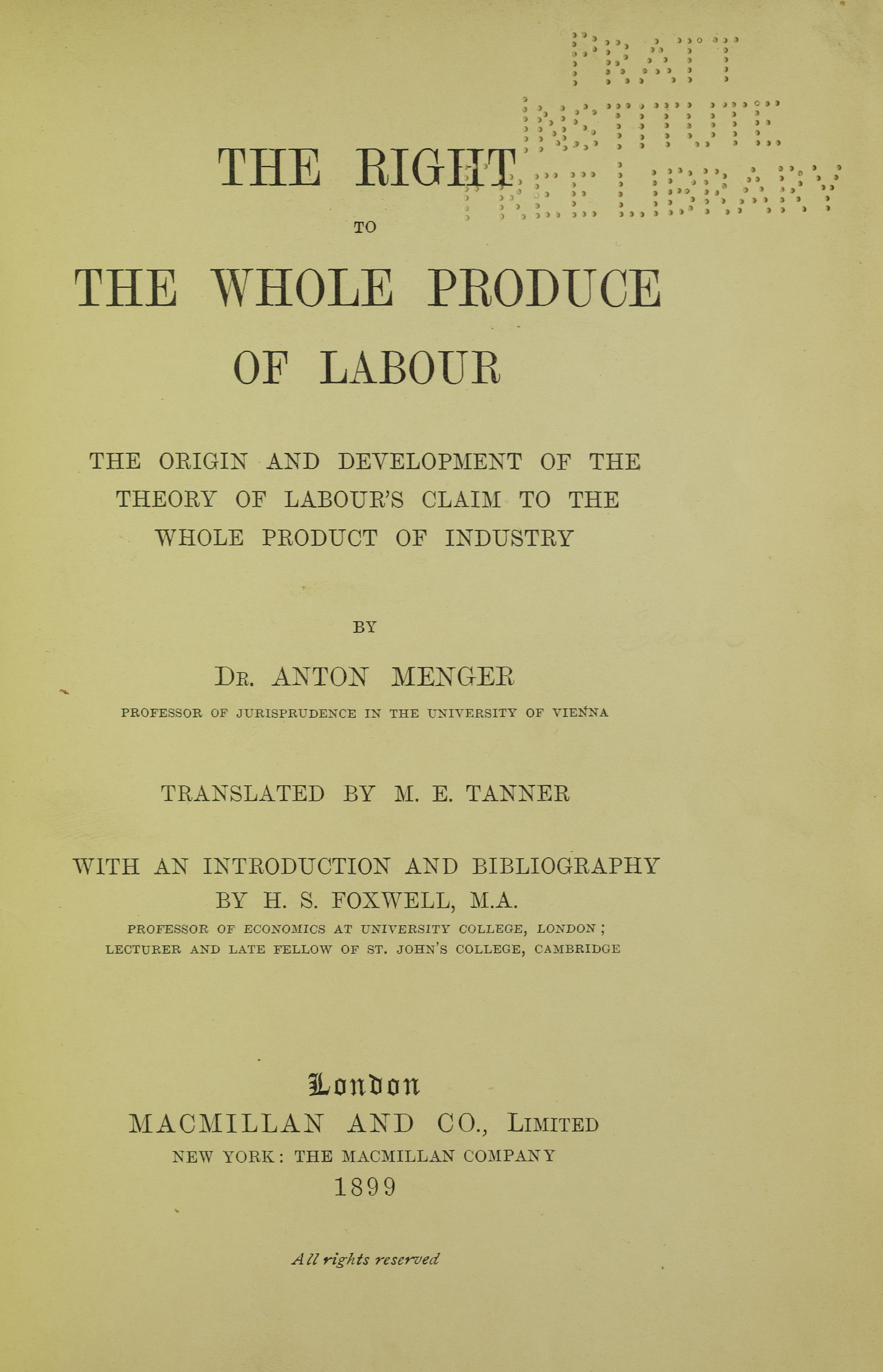
Recht auf den vollen Arbeitsertrag en geschichtlicher Darstellung, 1899

Menger fue profesor universitario de derecho procesal civil en Viena desde 1874 hasta 1899, donde fue vicerrector de 1895 a 1896.
Las tesis y argumentos de Menger provienen de una estructura social cambiada, que fue moldeada por la crisis económica (1873) y las preguntas sociales que buscaban respuestas de la política liberal ("mano invisible" de Adam Smith) en la búsqueda de la justicia social. Sus intereses jurídicos son diferentes a los de Karl Marx y Friedrich Engels en el tratamiento de todas las cuestiones jurídicas teóricas.
En su teoría jurídica descartó la base del derecho positivo de la ley natural. Argumentó por el contrario que la columna vertebral de la ley era meramente un indicador de las relaciones sociales de poder.

“[…] el ideal del derecho patrimonial se alcanzaría si la organización jurídica consiguiera que cada obrero obtuviese el producto íntegro de su trabajo, cada necesidad su plena satisfacción, hasta donde lo permitiesen los medios existentes.

Nuestro derecho patrimonial actual, que descansa casi exclusivamente en las relaciones de tradicionales, fundadas en la fuerza, no se propone en manera alguna ese fin económico.” 

Su nombre también es famoso en relación con la colección de literatura socialista original de Viena. Menger coleccionó todo lo que pudo conseguir y comenzó una gira de libros por París, Londres y Berlín, donde su colección socialista especial era única en el mundo por aquel entonces. La biblioteca privada de Mengers fue adquirida por la Sozialwissenschaftlichen Studienbibliothek der Kammer für Arbeiter und Angestellte für Wien en la década de 1920.
Friedrich Engels y Karl Kautsky trataron de enfrentarse a los ataques de Menger (1886) contra el "Das Kapital" de Marx, así como a su proyecto fundamental de fundar el socialismo en la teoría legal en "Socialismo Jurídico" ("Die Neue Zeit", 2, Jg. 1887; abgedr. MEW 21,491 y ss.): "La evidencia demuestra que Marx fue un plagiador, y es prueba de ello que el concepto de plusvalía ya fue creado en otro sentido antes de Marx".
La Mengergasse (calle de Mneger) de Floridsdorf (21. Bezirk) fue nombrada en su honor en 1919.

## Publicaciones
- Die Zulässigkeit neuen thatsächlichen Vorbringens in den höheren Instanzen. Eine civilprocessualische Abhandlung. 1873.
- Das Recht auf den vollen Arbeitsertrag in geschichtlicher Darstellung. Cotta, Stuttgart 1886.
- Gutachten über die Vorschläge zur Errichtung einer eidgenössischen Hochschule für Rechts- und Staatswissenschaft. Zürich, J. J. Schabelitz. 1889
- Das Bürgerliche Recht und die besitzlosen Volksklassen. Eine Kritik des Entwurfs eines Bürgerlichen Gesetzbuches für das Deutsche Reich. 1890.
- Die sozialen Aufgaben der Rechtswissenschaft. (Antrittsrede bei Übernahme des Rektorates der Universität Wien ). 1896 ( 2. Auflage Wien, Braumüller 1905)
- Neue Staatslehre. 1903.
- Neue Sittenlehre. Jena, G. Fischer, 1905.

## Literatura
- Gerhard Oberkofler: Anton Menger (1841-1906). In: Bewahren Verbreiten Aufklären. Hrsg. Günter Benser und Michael Schneider. Bonn-Bad Godesberg 2009 ISBN 978-3-86872-105-8, S. 196-201 online (pdf)